# George Band
George Christopher Band (Taiwan, 2 febbraio 1929 – Hampshire, 26 agosto 2011) è stato un alpinista e geologo britannico.
Fece parte, insieme a Joe Brown, della spedizione del 1955 che costituì la prima ascensione del Kangchenjunga, terza montagna più alta della Terra situata al confine fra il Nepal e lo Stato indiano del Sikkim.

## Biografia
Nato a Taiwan, ha studiato all'Eltham College. Ha svolto servizio nel Royal Corps of Signals e ha studiato geologia al Queens' College di Cambridge e ingegneria del petrolio presso l'Imperial College di Londra. 